# 志染町四合谷
志染町四合谷（しじみまちしごうだに）は、兵庫県三木市の大字。旧・美嚢郡志染村大字細目。郵便番号は673-0506。

## 地理

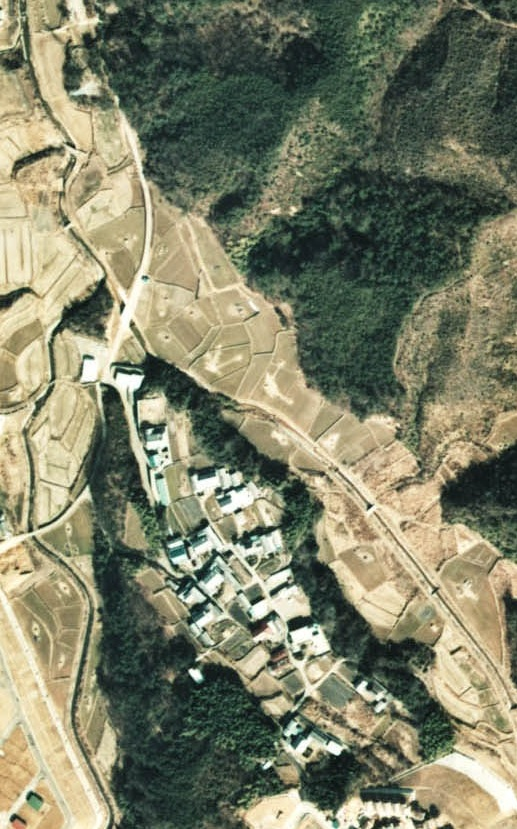
志染町四合谷（1974年度撮影）

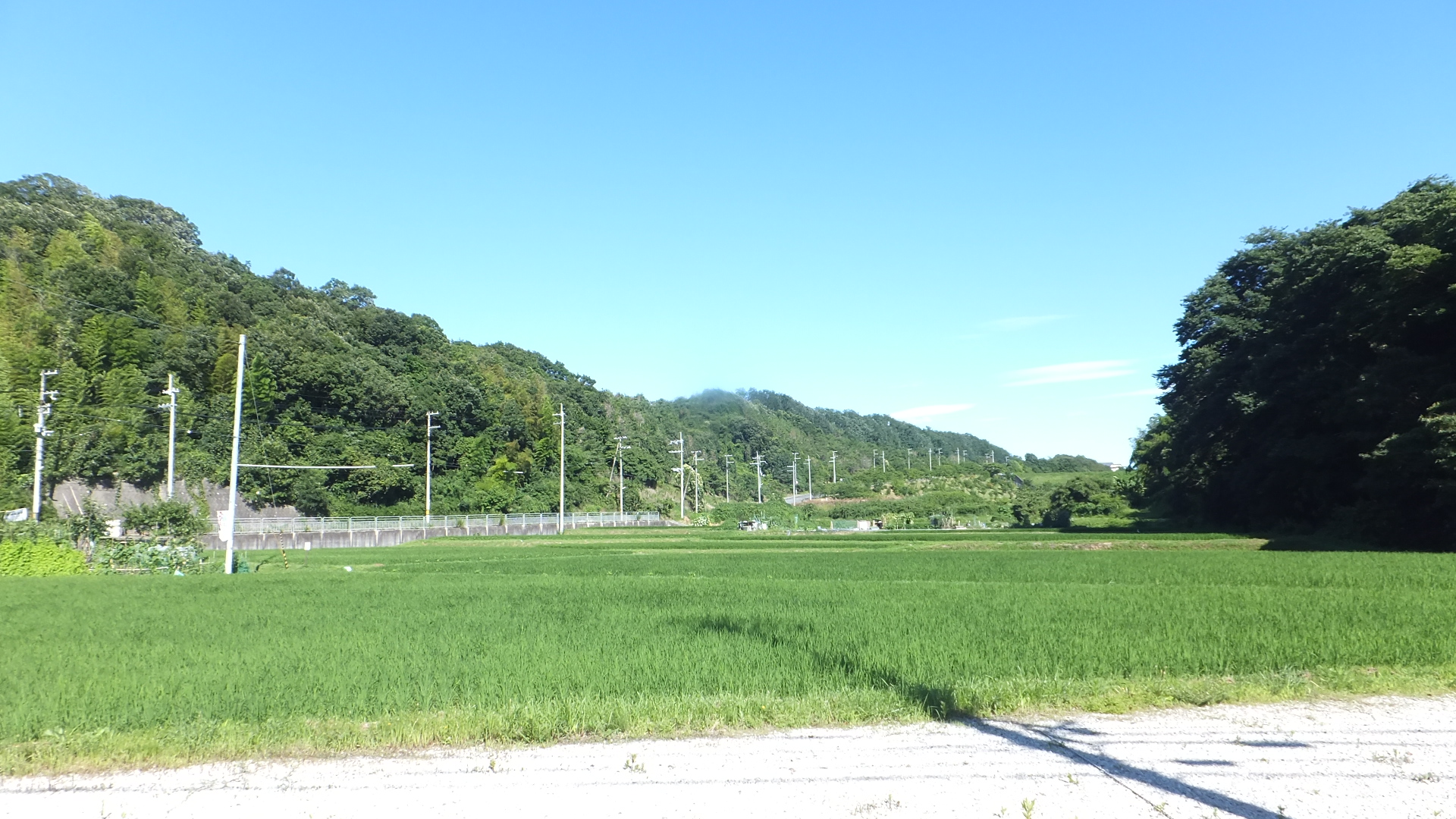
志染町四合谷の農業地帯

志染地区中央部、志染川の左岸から南側にある山地と丘陵地に位置する。細目川流域にある農業地帯であり、1889年に細目村（現：志染町細目）と合併したが、1954年7月1日に三木市編入に伴い、志染町細目から分離され、復活した大字である。1970年代に新興住宅地を造成する宅地開発により、緑が丘町西・緑が丘町中・志染町東自由が丘・志染町青山に分割され、地内の面積が縮小された。現在は谷間の麓に住宅地と農業地帯が混在し、大小多数のため池が散在する。東側は志染町青山・西側は志染町東自由が丘・南側は緑が丘町西・北側は志染町細目に接する。

### 河川
- 細目川[7]
- 藪下川[7]
- 四合谷川[7]

## 歴史
- 1889年 - 四合谷村が細目村（現：志染町細目）と合併する。[4][5][6]
- 1954年7月1日 - 三木市編入に伴い、志染村大字細目から分割され、三木市志染町四合谷になる。[8]

### 字域の変遷
| 実施前               | 実施年       | 実施後             |
| -------------------- | ------------ | ------------------ |
| 美嚢郡志染村大字細目 | 1954年7月1日 | 三木市志染町四合谷 |

## 世帯数と人口
2022年（令和4年）2月28日現在の世帯数と人口は以下の通りである。
| 町丁         | 世帯数 | 人口 |
| ------------ | ------ | ---- |
| 志染町四合谷 | 33世帯 | 52人 |

## 小・中学校の学区
市立小・中学校に通う場合、学区は以下の通りとなる。
| 番地                     | 小学校                   | 中学校                 |
| ------------------------ | ------------------------ | ---------------------- |
| 1番地から82番地・614番地 | 三木市立自由が丘東小学校 | 三木市立自由が丘中学校 |
| 上記以外                 | 三木市立緑が丘小学校     | 三木市立緑が丘中学校   |

## 交通
地内に公共交通機関は通っていない

## 施設

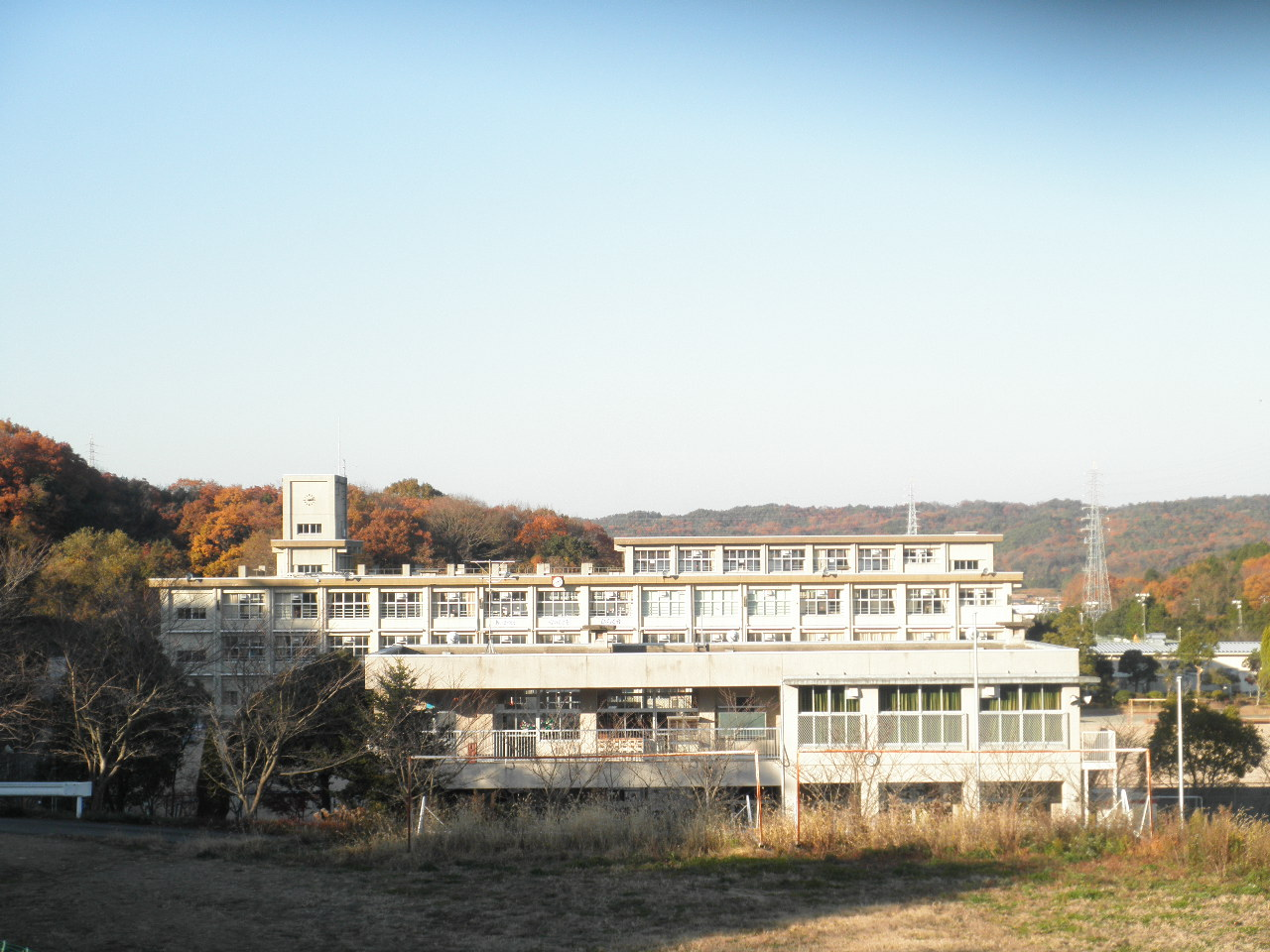
三木市立自由が丘東小学校
- 特別養護老人ホーム りんどうの里

- 三木市立自由が丘東小学校